# نینا بدریچ
نینا بدریچ (انگلیسی: Nina Badrić؛ زادهٔ ۴ ژوئیهٔ ۱۹۷۲) یک موسیقی‌دان و هنرپیشه اهل کرواسی است. وی از سال ۱۹۹۳ میلادی تاکنون مشغول فعالیت بوده‌است. نینا بدریچ همچنین در چند فیلم ایفای نقش کرده است.

## آلبوم‌های استودیویی
- غیرواقعی - ۱۹۹۵
- شخصی - ۱۹۹۷
- یکتا - ۱۹۹۹
- نینا - ۲۰۰۰
- عشق - ۲۰۰۳
- ۰۷ - ۲۰۰۷
- آسمان - ۲۰۱۱